# Lassaba acribomena
Lassaba acribomena là một loài bướm đêm trong họ Geometridae.